# Majestic Maersk (schip, 2013)
De Majestic Maersk is een van de 20 triple-E-schepen die besteld werd door de Deense rederij Maersk. Het is een containerschip met een containercapaciteit van 18.270 TEU. Het schip werd gebouwd door DSME in Zuid-Korea, kostte zo'n 185 miljoen Amerikaanse dollar en heeft een bemanning van slechts 22. Het schip maakte de eerste reis in september 2013 met een tussenstop in Kopenhagen waar duizenden mensen de kans kregen het te bezoeken. Sinds die tijd is ingezet op de Europa-Azië-route.

## Karakteristieken
Het schip heeft een totale laadcapaciteit van 18.270 TEU (twenty foot equivalent units), wat het bij het in de vaart brengen een van de grootste van de wereld maakte. Door de omvang en efficiëntie verbruikt het schip tot 35% minder brandstof per container dan de oudere schepen. Dit zorgt ervoor dat de vaste kosten van het schip laag blijven en zo aantrekkelijker wordt naar potentiële klanten.
Met een snelheid van 19 knopen behoort het tot de categorie van slow steaming-schepen. De topsnelheid van het schip bedraagt 23 knopen, maar het verbruik binnen de perken te houden, werd besloten om het schip aan een snelheid van 19 knopen te laten varen. Deze snelheid bleek na vele testen de meest efficiëntste te zijn in verhouding snelheid en verbruik. Het bedrijf spendeerde alleen al 30 miljoen dollar in dit efficient fuel technology system.
Met de relatief grote diepgang van 16 meter kan het enkel de grote havens aanlopen. In Europa kan het onder andere Rotterdam en Antwerpen aanlopen.
De containers worden tot 19 lagen hoog gestapeld, waarvan 10 benedendeks.